# Кузнецова, Кристина Валерьевна
Кристина Валерьевна Кузнецова (род. 11 октября 1997, Новоуральск) — российская актриса мюзиклов и театра, номинант национальных театральных премий «Музыкальное сердце театра» (2024) и «Золотая маска» (2025).

## Биография
Родилась 11 октября 1997 года в Новоуральске. Окончила гимназию № 41В. 2005—2010 гг. обучалась в спортивной школе. В 2010—2015 гг. занималась в музыкальной школе, в ДЭС «Автограф», педагог по вокалу, 2015—2016 гг. занималась в вокальной школе «Lart school».
В 2017 году поступила в ГИТИС по специальности «Артист музыкального театра» на курс — Д. В. Белов, окончив в 2021 году работала в Театре МТМЭ, участвует в независимом проекте программы «ТеатрONstage».
В 2020—2022 гг. принимала участие в ансамбле мюзикла «Шахматы» компании «Бродвей Москва» МДМ и Евгения Писарева, в 2023 — в мюзикле «Между двух миров» Нины Чусовой театре Маска и Девушку в мюзикле «Маугли» Алексея Франдетти, Дарьи Борисовой в театре Эстрады им. Райкина, и спектакле «Старогород» Андрея Горбатого, Анны Шевчук в Новом Манеже.
С 2023 года работает в театре «Приют комедианта» играя главные роли в «золотомасочных» постановках камерной «Дорогой мистер Смит» (с 28 июня) и а капелла мюзикле «Айсвилль» (с 15 декабря) под режиссурой Алексея Франдетти, принесшие ей известность и номинации на премии «Музыкальное сердце театра» и «Золотая маска». Записала партию Евы, 30 марта 2025 года в Театре на Садовой состоялась презентация виниловой пластинки «Айсвилль».
С мая 2025 года исполняет главную роль Сюзан в мюзикле «Тик-так» Дениса Белякова и Полины Нахимовской вместе с Ярославом Баярунасом и Дмитрием Воробьевым, получившем восторженные отзывы и оценку игры.

## Театральные работы

### «Бродвей Москва»
- 2020—2022 — Мюзикл «Шахматы» (Режиссёр: Евгений Писарев) — Ансамбль

### Театр «Маска»
- 2023 — Мюзикл «Между Двух Миров» (Режиссёр: Нина Чусова) — Молодуха

### Театр эстрады имени А. И. Райкина
- 2023 — Мюзикл «Маугли» (Режиссёры: Алексей Франдетти, Дарья Борисова) — Девушка

### Театр «Приют комедианта»
- 2023 — Мюзикл «Дорогой мистер Смит» (Режиссёр: Алексей Франдетти) — Джеруша Эббот
- 2023 — Мюзикл «Айсвилль» (Режиссёр: Алексей Франдетти) — Ева

### Независимый проект Андрея Горбатого
- 2023 — «Старгород» (Режиссёры: Андрей Горбатый, Анна Шевчук) — Фекла, прислуга

### ПЦ Balagan musical
- 2025 — Мюзикл «Тик-так» (Режиссёр: Денис Беляков, Полина Нахимовская) — Сьюзен Уилсон

## Награды
- 2024 — Номинант театральной премий «Музыкальное сердце театра» в номинации «Лучшая исполнительница главной роли» за роль Евы в спектакле «Айсвилль»[22][23]
- 2025 — Номинант национальной театральной премий «Золотая маска» в номинации «Лучшая женская роль. Мюзикл» за роль Евы в спектакле «Айсвилль»[24]